# Znamenitost
Znamenitost je primjerice značajan spomenik prirode, spomenik kulture, ili nešto drugo što je privlačno, spektakularno ili poznato. Često se uključuje u turističke programe. 
Uglavnom se radi o znamenitostima, koja su prisutna u medijima (časopisi, televizija, putopisi itd.), koje osobe žele doživjeti uživo.
Posjetitelji najčešće određuju, da li je nešto vrijedno razgledanja. Tipična mjesta su povijesne zgrade i građevine. Spomenici prirode mogu biti jezera, vegetacija, ili planine, kao što je npr. Uluru.